# خنفساء النمر
خنفساء النمر (الاسم العلمي:Cicindela) هي جنس من الخنافس الأرضية يتبع القبيلة الخنافس النمرية البراقة من أسرة الخنافس النمرية.

## أنواع خنفساء النمر
- خنفساء النمر أحادية النقط
- خنفساء النمر الأرجوانية
- خنفساء النمر أليفة الأحراج
- خنفساء النمر أليفة الرمال
- خنفساء النمر الأوريغونية
- خنفساء النمر البارقة
- خنفساء النمر الباهرة
- خنفساء النمر البحرية
- خنفساء النمر البطنية
- خنفساء النمر ثلاثية الخطوط
- خنفساء النمر الجافة
- خنفساء النمر الجرمانية
- خنفساء النمر الجميلة
- خنفساء النمر الحرجية
- خنفساء النمر الرائعة
- خنفساء النمر الرملية
- خنفساء النمر السهلية
- خنفساء النمر شديدة البياض
- خنفساء النمر الصغيرة
- خنفساء النمر صغيرة العيون
- خنفساء النمر الطرفية
- خنفساء النمر الظهرانية
- خنفساء النمر العسماء
- خنفساء النمر الفرنسية
- خنفساء النمر الفلوريدية
- خنفساء النمر الفيشرية
- خنفساء النمر المتناسقة
- خنفساء النمر مميزة الحواف
- خنفساء النمر المنقطة
- خنفساء النمر المهملة
- خنفساء النمر الهجينة
- خنفساء النمر الهليلية
- خنفساء النمر الوحشية